# Barbara Bonansea
Barbara Bonansea (Pinerolo, 13 juni 1991) is een voetbalspeelster uit Italië. Ze speelt als aanvaller voor Juventus FC in de Serie A.

## Clubcarrière
Bonansea debuteerde voor Torino Women in de Serie A. Ze kwam tot meer dan 100 wedstrijden alvorens ze in 2012 overstapte naar Brescia Calcio. Met deze club werd ze tweemaal landskampioen en even vaak won ze de Coppa Italia. Daarnaast won Bonansea de Supercoppa in 2014, 2015 en 2016. In laatstgenoemde jaar werd ze persoonlijk uitgeroepen tot 'Serie A speelster van het jaar'.
In 2017 maakte Bonansea transfervrij de overstap naar Juventus FC. Voor de club uit Turijn debuteerde ze in een wedstrijd tegen Atalanta. In deze wedstrijd kwam ze gelijk tweemaal tot scoren waarmee ze haar club hielp aan een 3-0 overwinning. In haat debuutseizoen werd Bonansea gelijk landskampioen van de Serie A met Juventus FC. In het seizoen 2018/19 won Bonansea zowel het landskampioenschap in de Serie A evenals de Coppa Italia.

## Statistieken
| Seizoen | Club           | Land   | Competitie | Wedstrijden | Doelpunten |
| ------- | -------------- | ------ | ---------- | ----------- | ---------- |
| 2010/11 | Torino Women   | Italië | Serie A    | 24          | 11         |
| 2011/12 | Torino Women   | Italië | Serie A    | 25          | 12         |
| 2012/13 | Brescia Calcio | Italië | Serie A    | 30          | 21         |
| 2013/14 | Brescia Calcio | Italië | Serie A    | 27          | 10         |
| 2014/15 | Brescia Calcio | Italië | Serie A    | 20          | 9          |
| 2015/16 | Brescia Calcio | Italië | Serie A    | 20          | 9          |
| 2016/17 | Brescia Calcio | Italië | Serie A    | 20          | 12         |
| 2017/18 | Juventus FC    | Italië | Serie A    | 21          | 19         |
| 2018/19 | Juventus FC    | Italië | Serie A    | 21          | 13         |
| 2019/20 | Juventus FC    | Italië | Serie A    | 10          | 2          |
| 2020/21 | Juventus FC    | Italië | Serie A    | 19          | 8          |
| 2021/22 | Juventus FC    | Italië | Serie A    | 18          | 7          |
| 2022/23 | Juventus FC    | Italië | Serie A    | 15          | 8          |
| 2023/24 | Juventus FC    | Italië | Serie A    | 19          | 3          |
| 2024/25 | Juventus FC    | Italië | Serie A    | 17          | 5          |
| Totaal  | Totaal         | Totaal | Totaal     | 306         | 152        |

Laatste update: 13 april 2025

## Interlandcarrière
Bonansea maakte haar debuut voor het Italiaanse nationale team in september 2012 in een doelpuntloos gelijkspel tegen Griekenland in Athene tijdens de kwalificatiereeks voor het EK 2013. Italië wist zich te plaatsen voor dit eindtoernooi, maar Bonansea maakte geen onderdeel uit van de selectie.
Tijdens de kwalificatiereeks voor het WK 2015 kwam Bonansea zes keer in actie, waarin ze zeven keer tot scoren kwam. In een 15-0 overwinning op Noord-Macedonië wist ze een hattrick te maken. Bonansea werd opgenomen in de Italiaanse selectie in november 2015 door bondscoach Antonio Cabrini voor een dubbele vriendschappelijke ontmoeting met China. Ook was Bonansea van de partij op een internationaal voetbaltoernooi in Manaus van 7 tot 18 december 2016.
Bonansea kwam met haar land uit op het EK 2017 in Nederland, evenals het WK 2019 in Frankrijk.
Op 23 februari 2024 speelde Bonansea haar honderdste interland voor Italië in een doelpuntloos gelijkspel tegen Ierland.